# هاينريش لوبكه
كارل هاينريش لوبكه (بالألمانية: Heinrich Lübke)‏ (14 أكتوبر 1894 - 6 أبريل 1972) هو رئيس جمهورية ألمانيا الغربية من العام 1959 حتى 1969. وكان قبل ذلك الوزير الاتحادي للزراعة.

## روابط خارجية
- هاينريش لوبكه على موقع IMDb (الإنجليزية)
- هاينريش لوبكه على موقع الموسوعة البريطانية (الإنجليزية)
- هاينريش لوبكه على موقع مونزينجر (الألمانية)
- هاينريش لوبكه على موقع ميوزك برينز (الإنجليزية)
- هاينريش لوبكه على موقع إن إن دي بي (الإنجليزية)
- هاينريش لوبكه على موقع ديسكوغز (الإنجليزية)